# Мария Горшенкова
Мария Николаевна Горшенкова (1857 – 1938) е руска балетистка и преподавателка, балерина на Мариинския театър през 1876 – 1893 г.;  първата изпълнителка на партията на Гамзати в балета Баядерка (1877) на Мариус Петипа.

## Биография
Завършва балетния отдел на театралното училище в Санкт Петербург. Ученик на Л. Иванов, А. Богданов и Х. Йогансон.
През 1876 г. е приета в Мариинския театър. Дебютира като Жизел в едноименния балет на Адолф Адам. През януари на следващата 1877 г. тя изпълнява ролята на Гамзати в премиерата на новия балет на Петипа „Баядерка“.
Танцът на Горшенкова се отличава със своята ефирност и в същото време енергия и темперамент. Лек, ефирен танцьор, който притежава рядко умение с балон – способността да се рее във въздуха, докато скача. След напускането на театъра на Екатерина Вазем получава званието си прима-балерина и някои от ролите си. През 1887 – 1889 г. е изпратена от Дирекцията на императорските театри да играе на московската сцена в Болшой театър.
Напуска сцената през 1893 г., през 1890-те тя преподава в театралното училище в Санкт Петербург. Сред нейните ученици в театъра е балерината Любов Егорова.

## Репертоар[2]
- Жизел, „Жизел“
- Пакита, „Пахита“ – 29 януари 1889 г.[3]
- Катарина, дъщерята на разбойника
- Медора, „Корсар“
- „Сатанила“
- „Малкият гърбав кон“
- „Цар Кандавл“
- Китри, „Дон Кихот“
- Аспиция, „Дъщерята на фараона“
- Гамзати, „Баядерка“ от Мариус Петипа (Никия – Екатерина Вазем, Солор – Лев Иванов ) – 23 януари 1877 г.
- Воислава, „Млада“
- Клаудия, „Вестал“